# Prix André-Malraux
 (mai 2024).
Le prix André-Malraux, du nom d'André Malraux, est un prix littéraire créé en 1996 par le ministère français de la Culture. Il récompense une création artistique représentant le thème de l’engagement ou distingue un ouvrage consacré à l’art. Il est décerné entre 1997 et 2004.
Un nouveau prix, portant le même nom, est créé en 2018 afin de récompenser, chaque 3 novembre, date de naissance de l'écrivain, une œuvre littéraire engagée au service de la condition humaine et un essai sur l'art.

## Caractéristiques
Ce prix, non doté, tend à « pallier l’absence de toute autre distinction d’envergure ayant pour souci de récompenser et d’encourager l’édition œuvrant pour le rapprochement entre l’écriture et l’art ». Le jury est présidé par Jorge Semprún et compte parmi ses membres Florence Malraux, Edmonde Charles-Roux et Henry Bonnier.

## Lauréats du prix André-Malraux du livre d'art
- 1997 : Daniel Arasse, Le Rythme du monde[2]
- 1998 : François Cheng, Shitao, la saveur du monde[2],[4],[5],[6],[7],[8]
- 1999 : Denis Roche, Le Boîtier de mélancolie[9],[10],[11]
- 2002 : Patrick Mauriès, Cabinets de curiosités[12]
- 2003 : Éditions Diane de Selliers, Les Métamorphoses d'Ovide illustrées par la peinture baroque[13]
- 2004 : Pierre Alechinsky, Des deux mains et Carnet en deux temps[14]